# Toktamış Ateş
Toktamış Ateş, född 4 april 1944 i Istanbul, Turkiet, död 19 januari 2013 i Istanbul, Turkiet, var en turkisk akademiker, politisk kommentator, kolumnist och författare. 
Efter examen från bägge gymnasiet i Istanbul, Sankt George's Österrikiska Gymnasiet (Sankt Georg Avusturya Lisesi) och Vefa Gymnasiet (Vefa Lisesi), blev han antagen till den ekonomiska fakulteten vid Istanbuls universitet och tog examen 1967.
Han började sin akademiska karriär som forskningsassistent vid institutionen för politiska vetenskaper i Istanbuls universitet. Han fördjupade doktorsexamen med en avhandling med titeln, Det osmanska samhällets politiska struktur i etableringsperioden (Kuruluş Dönemi Osmanlı Toplumunun Siyasal Yapısı) 1969 och blev universitetslektor 1974 vid samma fakultet. Han blev full professor 1982. Toktamış Ateş har föreläst i länder som Tyskland, USA och Turkiet. Han skrev dagliga kolumner för turkiska tidningar Cumhuriyet och Bugün. Han deltog även i paneldiskussionsprogrammet Siyaset Meydanı som en politisk kommentator.
Den 19 januari 2013 avled Toktamış Ateş och begravdes i Istanbul den 23 januari 2013.